# Korekcija i rekonstrukcija bradavice i areole dojke
Korekcija i rekonstrukcija bradavice i areole dojke spada u domen plastične i rekonstruktivne hirurgije i ima za cilj da smanji areolu dojke (tamna pigmentirana koža oko bradavica), koriguje invertiranu ili uvećanu bradavicu, rekonstruiše kompleks bradavica i areola nakon mastektomije (koja je zbog učestalije pojave malignih procesa u dojsci sve češća).
Umetnost rekonstrukcije dojke nakon mastektomije, bilo sa implantatima ili tkivima, dovela je do poboljšanja kvaliteta života operisanoj osobi vraćanjem osećaja zadovoljstva telesnim izgledom. To ne ometa tretman raka i moguće lečeanje recidiva ove maligne bolesti. Rekonstrukcija bradavice i areola kompleksa, spada u grupu umetnosti, jer je to tehnika, dar, kreativnost kojom umetnik hirurg,  stvarajući novu dojku, sa bradavicom i areolom čini veliko delo donoseći pacijentima pre svega mentalnu rehabilitaciju nakon pobede opake bolesti.
Korekcija i rekonstrukcija bradavica i areola je kratak hirurški zahvat u trajanju od 20-30 minuta, koji se izvodi uz primenu lokalne anestezije, nakon koga se žena redovnim aktivnostima može vratiti nakon nekoliko dana.Šavovi će se otopiti nakon nekoliko dana i nema potrebe za njihovim uklanjanjem, a vremenom ožiljci, koji uglavnom nisu izraženi, skoro sasvim iščezavaju.

## Smanjenje bradavcica i areola
Ovom intervenicjom načelno se smanjuje veličinu areola (tamnije kože oko bradavica). Izvodi se zajedno sa zahvatom smanjenja ili podizanja grudi, mada je zahvat moguće obaviti unezavisno od drugih uz primenu lokalne anestezije u vanbaolničkim uslovima.
Korekcija je moguća u slučajevima kada je bradavica uvećana ili produžena, za šta se danas koristi nekoliko tehnika kojima se postižu estetski zadovoljavajući rezultati izgleda bradavice. 
Osjetilnost bradavice i mogućnost dojenja nakon intervencije uslovljena je izborom metode i uglavnom je sačuvana. 
U slučaju da žena planira trudnoću u skoroj budućnosti, najbolje je da sačeka zahvatom dok ne prođe period dojenja.

## Istorija
Iz istorije plastične hirurgije saznajemo da do sada primenjene mnoge tehnike rekonstrukcije bradavice, uključujući kalem iz kontra bočne bradavice, kompozitni graft ili tkiva ušne školjke, lokalnih režnjeva.
Alternativa hirurški rekonstruisane bradavice može biti i upotreba silikonsko protetskih bradavica.
Tetoviranje je veoma efikasna metoda rekonstrukcije areola bradavice koja daje približnu prirodnost, ženama pruža im duševni mir i osećaj zadovoljstva izgledom svoga tela.
Zajedničko za sve ove tehnike je postoperativni gubitak zapremine koje se javlja u rekonstruisanoj bradavici. Tehnika rekonstrukcije bradavice je kao origami – površina kože 2-D je oblikovana u 3-D strukture.

## Lečenje invertne bradavice
Žene sa invertiranim bradavicama mogu imati problema s dojenjem ili erogenom osjetilnošću. Korekcija invertiranih bradavica poboljšava njen izgled.
Tokom zahvata korekcijom se nba invertiranmh bradavicama, mora otpustiti vezivno tkivo koje spaja žljezdano tkivo i bazu bradavice. Kako bi se postigli dobri i dugotrajni rezultati, ponekad se mora žrtvuje sposobnost dojenja, jer se ovim zahvatom kanali kojima prolazi majčino mleko moraju prerezati kako bi se korigovala invertirana bradavica. 
Zahvat se obavlja u lokalnoj anestezije u okviru vanbolničkog lečenja. Nakon zahvata potrebno je nedelju dana da žena koristi posebnu zaštitu koja štiti bradavice.

## Rekonstrukcije bradavice i areaole nakon rekonstrukcije dojki
Prema Američkom udruženju plastičnih hirurga (ASPS), samo u 2020 godini hirurzi članovi ASPS izvršili su 137.808 rekonstrukcija dojke. Program za nadzor, epidemiologiju i krajnje rezultate (SEER) Nacionalnog instituta za rak (NCI)7 procenjuje da je lečeno 7.909 žena i 2.800 muškaraca sa dijagnozom raka dojke 2023. godine.
Nakon mastektomije, rekonstrukcija dojke može pružiti značajne psihosocijalne koristi za žene. Pošto se rekonstruisana bradavica ne pomera lako, rekonstrukcija bradavice je obično rezervisana kao poslednji korak u rekonstrukciji dojke i ključna je za obezbeđivanje estetski ugodne dojke. Pacijenti sa gubitkom bradavice i areole usled ekscizije karcinoma, traume ili urođenog odsustva nastavljaju da doživljavaju psihički stres čak i dugo nakon što je izvršena rekonstrukcija grudi. Studije su pokazale da rekreacija kompleksa bradavica-areola ima visoku korelaciju sa ukupnim zadovoljstvom pacijenata i prihvatanjem njihovog telesnog izgleda. Dakle, završetak rekonstrukcije dojke stvaranjem kompleksa bradavica-areola koji odgovara kontralateralnoj bradavici u smislu veličine, oblika, projekcije i položaja značajno doprinosi rekonstruktivnom rezultatu.
Zahvat na na bradavicam i aereolu dojke najčešće se izvodi nakon rekonstrukcije grudi, po isteku od nekoliko meseci, kako bi se u tom vremenskom periodu omogućili dojkama da dobiju svoju konačnu konturu. 
Zahvat se obavlja u uslovima vanbolničkog lečenja uz primenu lokalne anestezije.
Nova bradavica neće imati erogena svojstva, ali njeno stvaranje kompletira celi proces rekonstrukcije i uvek se preporučuje.  
Nova bradavica može se napraviti od lokalnog tkiva ili se može obaviti zahvat deljenja bradavice pri kome se deo bradavice sa zdrave dojke transplantira na drugu dojku i uz pomoć njega vrši rekonstrukcija nove bradavice. Nezavisno o primenjenoj metodi, rekonstruisana bradavica sa vremenom se kontrahuju i izravnaju.
Što se tiče areole, za stvaranje kruga areole koristi se medicinska tetovaža, koja se vrši posebnim pigmentom kako bi boja odgovarala prirodnim nijansama areole koji žene prirodno imaju.

## Komplikacije
Generalno, učestalost komplikacija je vrlo niska (0–11%), a rezultati u pogledu zadovoljstva pacijenta su izvanredni.
Moguće komplikacije su:
- nekroza bradavica,

- gubitak vrhova bradavice,

- infekcija rane,
- defekt kože.[16][17]

Nekroza bradavica je retka pojava zbog dvostruke prirode lokalnog režnja. Lokalni režanj za rekonstrukciju bradavice u stvari je slučajni režanj kože koji takođe koristi strukture kože i okolnih predela kože (poput kožnih kalema),  i ima vrlo je tanke debljine. U slučaju prethodnog zračenja ili postmastektomije, rekonstrukcija bradavice povezana je sa povećanim rizikom od komplikacija. 78]. Rekonstrukcija dojke zasnovana na implantatima može biti povezana sa većom stopom problema ako se radi rekonstrukcije bradavica. 
Lokalni režanj je najsigurnija opisana tehnika za rekonstrukciju bradavice. Tetoviranje areole pokazalo je manji broj komplikacija u poređenju sa rekonstrukcijom areole korišćenjem kožnog grafta.
Izbleđivanje nakon tetovaže ili nakon kalemljenja kože uobičajeno je tokom vremena, pa je preporučljivo koristiti tamniji pigment za tetovažu ili odabrati tamniju površinu kože kodnsono mesto gde će se prvo uskinuti kožni kalem.

## Literatura
- Costa, M. P.; Ferreira, M. C. (септембар 2009). „Aesthetic quality of the nipple-areola complex in breast reconstruction with a new local graft technique”. Aesthetic Plast Surg. 33 (5): 774—9. PMID 19597864. doi:10.1007/s00266-009-9387-z.
- Heo, Jae-Woo; Park, Seong Oh; Jin, Ung Sik (децембар 2018). „A Nipple–Areolar Complex Reconstruction in Implant-Based Breast Reconstruction Using a Local Flap and Full-Thickness Skin Graft”. Aesthetic Plast Surg. 42 (6): 1478—1484. PMID 29948101. doi:10.1007/s00266-018-1162-6.
- Vozza, A.; Larocca, F.; Ferraro, G.; Nicoletti, G. F.; d'Andrea, F. (март 2019). „The oval technique for nipple-areolar complex reconstruction”. Arch Plast Surg. 46 (2): 129—134. PMC 6446026 . PMID 30934176. doi:10.5999/aps.2018.00164.

## Spoljašnje veze
|  | Molimo Vas, obratite pažnju na važno upozorenje u vezi sa temama iz oblasti medicine (zdravlja). |